# Оросу
Оросу́ (якут. Ороһу) — село в Верхневилюйском улусе Республики Саха (Якутия). Административный центр и единственный населённый пункт Оросунского наслега.

## Этимология
Название «Оросу» в тюркских языках имеет значение «младший сын», «наследник».

## География
Село находится на расстоянии 25 км к востоку от села Верхневилюйск, административного центра улуса.

## Население
| 2002 | 2010 | 2012 | 2013 | 2014 | 2015 | 2016 |
| ---- | ---- | ---- | ---- | ---- | ---- | ---- |
| 719  | ↗730 | ↘720 | ↘707 | ↘675 | ↗682 | ↘668 |
| 2017 | 2018 | 2019 | 2020 | 2021 |      |      |
| ↗682 | ↘677 | ↗682 | ↗691 | ↗695 |      |      |

## Улицы
| - ул. Атах, - ул. Гольдерова, - ул. Заводская, - ул. Захарова, - ул. Комсомольская, | - ул. Кустук, - ул. Кысылбаикова, - ул. Лесная, - ул. Набережная, - ул. Нукутта, | - ул. Огородная, - ул. Ойогос, - ул. Сана Олох, - ул. Советская, - ул. Татаринова, | - ул. Тимофеева, - ул. Харлампьева, - ул. Центральная, - ул. Чиряева. |

## Экономика
В селе расположена центральная усадьба сельскохозяйственного коллективного предприятия «Оросу», основные направления производства — мясо-молочное скотоводство, мясное табунное коневодство, земледелие (овощеводство).

## Образование
В сельском образовании используется методика нетрадиционной педагогики, основы которой заложил Г. Н. Волков. Этнопедагогика якутского народа развивалась К. С. Чиряевым, в селе создан музей его имени.